# 小峰徳司
小峰 徳司（こみね あつし）は、日本のゲームライター、ゲームクリエイター、ゲームシナリオライター。別ペンネームはビショップ小峯、小峯徳司。

## 来歴
ゲームメーカーでアーケードゲーム用のBET式麻雀ゲームを制作、退職後ゲームライターとなり、「ビショップ小峯」のペンネームで『マル勝ファミコン』など角川書店系のゲーム雑誌で執筆、その傍らゲーム企画を各社に持ち込み、1992年にPCエンジンSUPER CD-ROM2の『宇宙戦艦ヤマト』を「小峯徳司」名義で手がける。以降は主に「小峰徳司」表記でゲームノベルやゲームシナリオを執筆。

## 単行本
「小峯徳司」名義
- 『デスタワー 冒険の足跡シナリオ総集編』 角川スニーカー・G文庫  1993年11月 ISBN 4-04-480401-X
- 『慶応遊撃隊〈1〉方舟編』 ビクターブックス 1996年3月 ISBN 4-89389-116-2
- 『慶応遊撃隊〈2〉宝玉編』 ビクターブックス 1996年7月 ISBN 4-89389-122-7
- 『ギャロップレーサー2公式ガイドブック』田中一郎と共著、 ゼスト  1997年11月 ISBN 4-916090-33-0

## ゲーム
- 『宇宙戦艦ヤマト』PCエンジンSUPER CD-ROM2（ヒューマン、1992年）監督（小峯徳司名義）
- 『ドラゴンボールZ 偉大なる孫悟空伝説』PCエンジンSUPER CD-ROM2（バンダイ、1994年）ディレクター（小峯徳司名義）
- 『悠久幻想曲』（メディアワークス、1997年）マニュアル（所属表記：ファンタスティックビジョン）
- 『悠久幻想曲 2nd Album』（メディアワークス、1998年）マニュアルスタッフ（所属表記：ファンタスティックビジョン）
- 『真・女神転生 NINE』Xbox（アトラス、2002年）ライター
- 『シャイニング・ティアーズ』PlayStation 2（セガ、2004年）ストーリー（小峯徳司名義）
- 『聖剣伝説DS CHILDREN of MANA』ニンテンドーDS（スクウェア・エニックス、2006年）シナリオ
- 『ルミナスアーク』ニンテンドーDS（マーベラスインタラクティブ、2007年）シナリオ
- 『ルミナスアーク2 ウィル』ニンテンドーDS（マーベラスエンターテイメント、2008年）シナリオ（水谷英之と共同）
- 『スーパーロボット大戦K』ニンテンドーDS（バンプレスト、2009年）シナリオ
- 『GUILD01』ニンテンドーDS（レベルファイブ、2011年）『レンタル武器屋 de オマッセ』シナリオ

## 連載
- 『デスタワー 遥かなる竜の国』 マル勝ファミコン（イラスト : 山田章博、ふじたゆきひさ）角川書店、1990年vol.19 - 1992年vol.21
- 『デスタワー SPECIAL VERSION』 コンプRPG Vol.1（イラスト : 山田章博、出光秀匡）角川書店、1991年
- 『ロードス島戦記 パズルSESSION!』 コンプRPG Vol.2（イラスト : 西野司、松本千春、早坂桂一、藤田幸久）角川書店、1991年
- 『アリスとテレスのぬのぬぬ物語』第1話（電撃オンライン掲載）、第2話（電撃マオウ4月号掲載）、第3話（電撃DS & Wii Vol.5掲載）、イラスト：柴乃櫂人、KADOKAWA、2008年

## その他
- 『ファミコン名人への道(笑)』（インターネットラジオ・春風亭吉好、神田真紅）[5]
- 『コンピューターゲームクロス・レビュー』コンプティーク1996年6月号（パソコンゲーム批評・荻窪圭、スタパ斎藤、上崎よーいち）[2]

## 参考資料
- 岩崎啓眞『Colorful Piece Of Game　PCエンジンCDROM版イースⅠ･Ⅱ制作メモ』私家版、2012年2版　※脚注頁番号はPDF版に依る